# Rubidi-82
Rubidi-82 (82Rb) là đồng vị phóng xạ của rubidi. 82Rb được sử dụng rộng rãi trong việc truyền hình ảnh. Đồng vị này trải qua sự hấp thu nhanh chóng của myocardiocytes, nó làm cho nó trở thành một công cụ có giá trị để xác định sự thiếu máu cơ tim trong hình ảnh chụp cắt lớp thạch tín Positron (PET). 82Rb được sử dụng trong ngành dược phẩm và được bán dưới tên thương mại CardioGen-82.

## Lịch sử
Vào năm 1953, người ta phát hiện ra rằng rubidi mang một hoạt động sinh học tương đương với kali. Năm 1959, những thử nghiệm trước lâm sàng cho thấy ở những con chó có sự hấp thu cơ tim của radionuclide này tỉ lệ thuận với lượng máu trong cơ tim. Năm 1979, Yano và các cộng sự so sánh một vài cột trao đổi ion để sử dụng trong máy phát 82Sr 82Rb tự động để thử nghiệm lâm sàng. Khoảng năm 1980, các thử nghiệm trước lâm sàng bắt đầu sử dụng PET 82Rb. Năm 1982, Selwyn et al. đã kiểm tra mối quan hệ giữa sự thoái hóa của cơ tim và lấy rubidi-82 trong giai đoạn thiếu máu cấp tính ở sáu con chó sau khi hẹp động mạch vành và trong năm tình nguyện viên và năm bệnh nhân bị bệnh động mạch vành.Chụp X quang cơ tim, ghi lại lúc nghỉ ngơi và sau khi tập thể dục ở các tình nguyện viên cho thấy việc thu thập đồng nhất trong các lần chụp lặp lại và lặp lại. Đồng vị rubidi-82 đã cho thấy độ chính xác đáng kể so với 99mTc-SPECT. Năm 1989, FDA chấp thuận máy phát điện 82Rb / 82Sr của Bracco Diagnostics cho mục đích thương mại ở Hoa Kỳ. Với khả năng sản xuất 82Sr tăng lên, việc sử dụng 82Rb đã tăng lên trong 10 năm qua.